# Lac Apokwatcimew
Lac Apokwatcimew är en sjö i Kanada.   Den ligger i regionen Mauricie och provinsen Québec, i den sydöstra delen av landet, 300 km norr om huvudstaden Ottawa. Lac Apokwatcimew ligger 402 meter över havet. Arean är 2,9 kvadratkilometer. Den sträcker sig 2,8 kilometer i nord-sydlig riktning, och 2,2 kilometer i öst-västlig riktning.
Trakten runt Lac Apokwatcimew är nära nog obefolkad, med mindre än två invånare per kvadratkilometer.